# كلود روس
كلود روس (بالإنجليزية: Claude Ross)‏ هو منافس ألعاب قوى أسترالي، ولد في 13 مايو 1893، وتوفي في 1917.

## وصلات خارجية
- كلود روس على موقع النتائج التاريخية لألعاب القوى الأسترالية (الإنجليزية)
- كلود روس على موقع أوليمبيديا (الإنجليزية)
- كلود روس على موقع اللجنة الأولمبية الأسترالية (الإنجليزية)